# 신토치기역
신토치기역(일본어: 新栃木駅)은 일본 도치기현 도치기시에 있는 도부 철도의 역이다. 역 번호는 TN 12이다.
닛코 선과 우쓰노미야 선의 환승역이다. 우쓰노미야 선은 본 역을 기점으로 하지만, 우쓰노미야 선 열차의 대부분은 닛코 선을 경유하여 도치기역까지 운행된다.

## 역사
- 1929년 4월 1일: 도부 닛코 선의 개통과 동시에 영업 개시.
- 1931년 8월 11일: 도부 우쓰노미야 선 개통.
- 1974년 7월 23일: 특급 하루 1왕복 정차 개시.
- 1985년 8월 19일: 특급 정차 편수가 증가.
- 2001년 3월 28일: 특급의 정차역이 신토치기 역에서 JR과 연락되는 도치기 역으로 변경되었고 특급은 일부를 제외하고 본 역 통과.
- 2005년 7월: 아사쿠사에서 본 역에 정차하는 급행 "시모쓰케" 241호가 금요일만 한정하여 운행 개시.
- 2006년 3월 18일: 상기의 급행 "시모쓰케" 241호를 발전시키는 형태로 본 역 시・종착 열차 "케곤"의 운행 개시.
- 2007년
  - 3월 18일: IC카드 "PASMO" 이용 개시.
  - 10월 31일: 도부 우쓰노미야 선의 원맨 운전에 따라 운전사 발차 안내 멜로디 도입.
- 2009년 6월 6일: 다이아 개정으로 인한 구간 급행 운전 구간이 본 역까지로 변경.
- 2012년 3월 17일: 도부 철도의 역 번호 실시에 따라 TN 12를 본 역에 부여.
- 2013년 3월 16일: 다이아 개정에 따라 당역 시・종착의 구간 급행 열차가 1왕복 운전으로 변경.
- 2017년 4월 21일: 다이아 개정에 따라 당역 시・종착 열차 "리버티 케곤" 운행 개시. 또한, 아사쿠사 ~ 당역 사이 구간 급행 폐지.

## 역 구조
혼합식 승강장 2면 3선의 지상역이다. 역사는 선로의 서쪽에 있어 섬 승차장과는 과선 다리에 의한 연락하고 있다. PASMO 대응 자동 개찰기 설치역이다.
본 역 북쪽에 미나미쿠리하시 차량 관구 신토치기 출장소(옛, 신토치기 수선구)가 있고 승강장의 동쪽에는 측선이 있다.

### 승강장
| 번호 | 노선          | 방향 | 행선 |
| ---- | ------------- | ---- | --- |
| 1    | 닛코 선       | 하행 | 시모이마이치・도부 닛코・ 기누가와 선 기누가와온센 방면                                                                 |
| 1    | 우쓰노미야 선 | -    | 도부 우쓰노미야 방면 |
| 2・3 | 닛코 선       | 상행 | 도치기・도부 도부쓰코엔・ 도부 스카이트리 라인 기타센주・도쿄 스카이트리・아사쿠사 방면 (우쓰노미야 선에서의 열차 포함) |
| 2・3 | 닛코 선       | 하행 | 시모이마이치・도부 닛코・ 기누가와 선 기누가와온센 방면                                                                 |
| 2・3 | 우쓰노미야 선 | -    | 도부 우쓰노미야 방면 |

- 상기의 노선명은 여객 안내 상의 명칭("도부 스카이트리 라인"은 애칭)으로 표기하고 있다.
- 1번 선에서 상행 열차가 발차하는 것은 없다.
- 급행・구간 급행 열차가 하행이 1번 선, 상행이 2번 선에 발착한다. 특급이 통과할 때 하행은 1번 선, 상행은 2번 선을 주행한다.

## 역 주변
역 주변은 도치기 시 시가지의 북부에 해당하는 곳으로 기본적으로는 신흥 주택지이다.

### 니시구치

#### 히라마치 1초메
- 도치기 우체국
- 도치기 시 소방 본부
- 도치기 시 소방서
- 도치기 지구 광역 행정 사무 조합

#### 쇼와초
- 아시카가 은행 신토치기 지점
- 마이콜 기념관

### 히가시구치

#### 히라마치 2초메
- 하이테크 뷰티 전문학교
- 신토치기 커뮤니티 회관
- 이마이즈미마치 2초메
- 마로니에 의료 복지 전문학교
- 비즈니스 호텔 야나기센
- 그린 캐슬 신토치기

## 사진

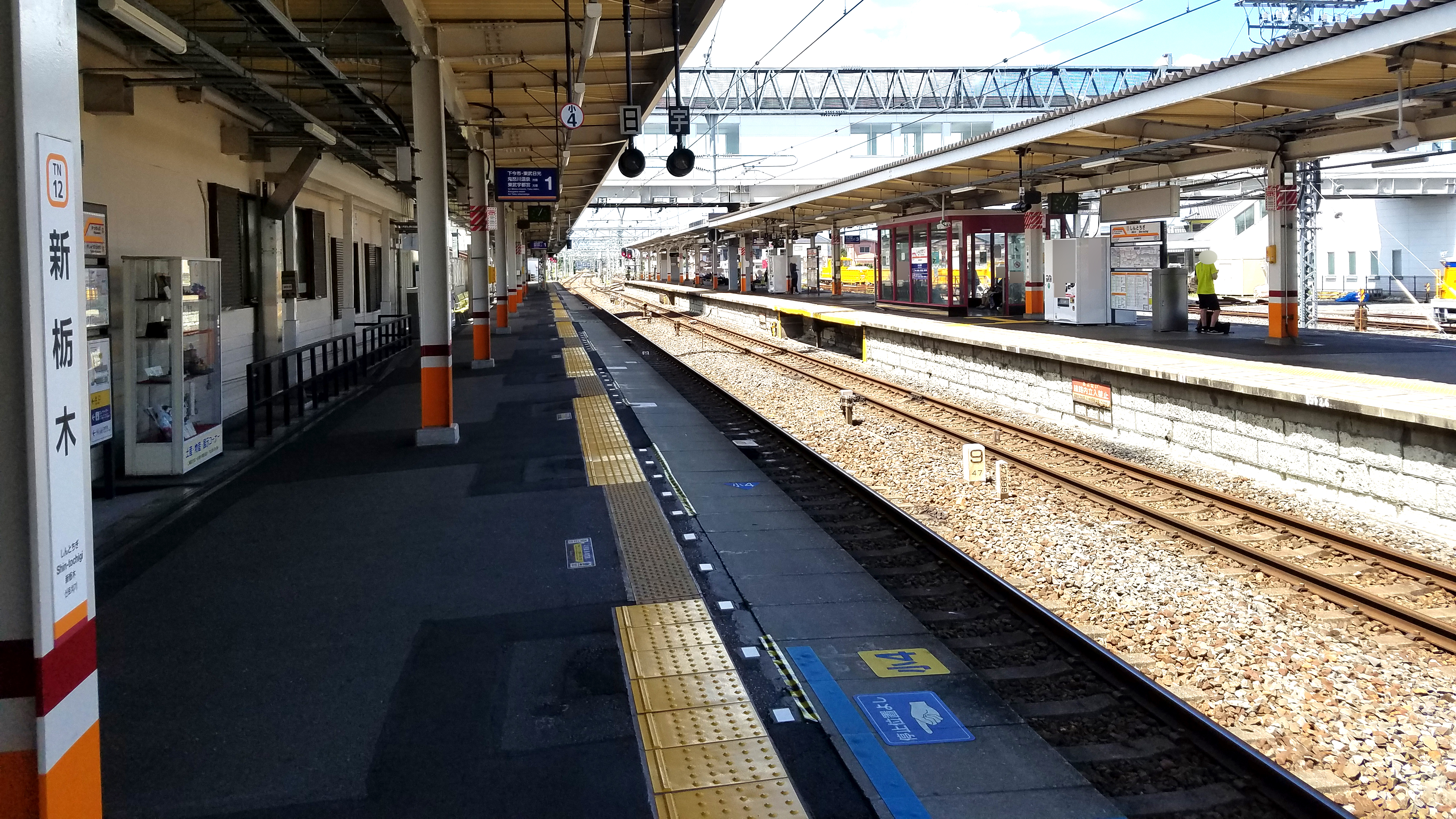
1번 승강장
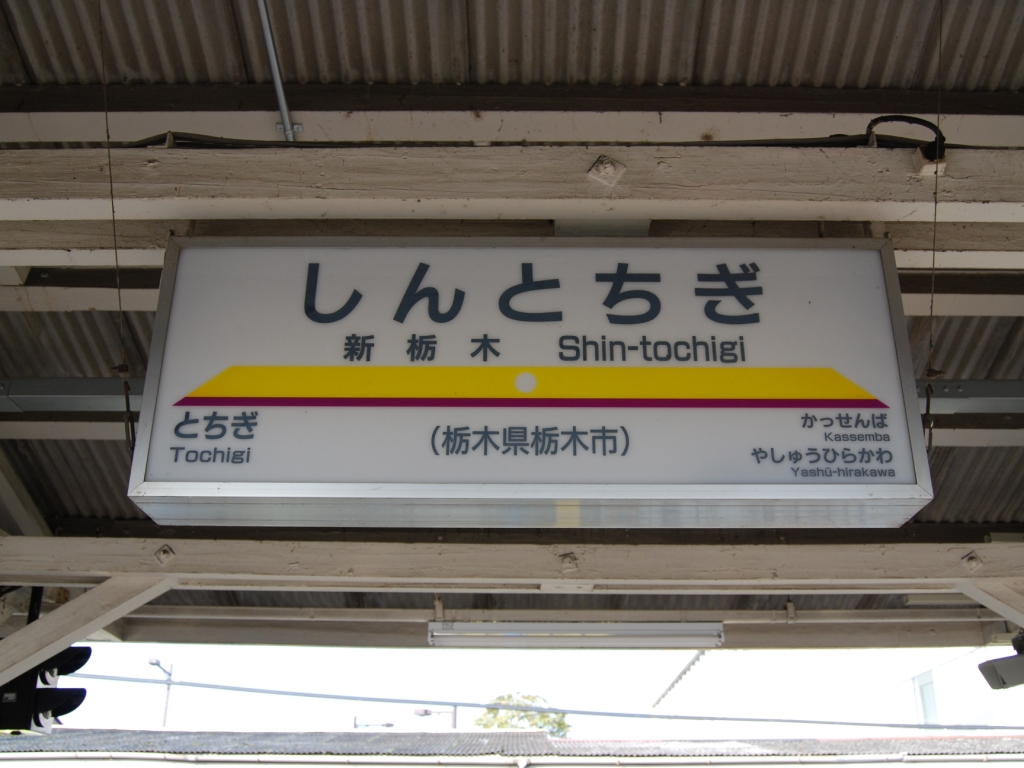
역명판(역번호가 부여되기 전에 촬영)

## 인접역
| 도부 철도 닛코 선                 | 도부 철도 닛코 선  | 도부 철도 닛코 선                       |
| --------------------------------- | ------------------ | --------------------------------------- |
| TN 11 도치기 도부 도부쓰코엔 방면 | ■ 급행             | 신카누마 TN 18 도부 닛코 방면           |
| TN 11 도치기 도부 도부쓰코엔 방면 | ■ 구간 급행 ■ 보통 | 갓센바 TN 13 도부 닛코 방면             |
| 도부 철도 우쓰노미야 선           |                    |                                         |
| TN 11 도치기 도치기 방면          | ■ 보통             | 야슈히라카와 TN 31 도부 우쓰노미야 방면 |